# Braunsia melanura
Braunsia melanura är en stekelart som beskrevs av Günther Enderlein 1904. Braunsia melanura ingår i släktet Braunsia och familjen bracksteklar. Inga underarter finns listade.